# Felicity Shagwell (travhäst)
Felicity Shagwell, född 23 mars 2015 i Sverige, är en amerikansk travare. Hon tränas och körs av André Eklundh. Under hösten 2019 flyttades hon över till Åke Svanstedts träning i USA.
Hon har till oktober 2020 sprungit in ca 2 miljoner kronor på 31 starter, varav 8 segrar, 7 andraplatser och 4 tredjeplatser. Hon har tagit karriärens största seger i Breeders Crown Open Mare Trot (2021). Bland övriga meriter räknas segrarna i Silverstoet (2017) och uttagningsloppet till Svenskt Trav-Oaks (2018), samt andraplatsen i Svampen Örebro (2017).
Hennes namn är taget från filmen Austin Powers: The Spy Who Shagged Me, där Austin Powers kärleksintresse heter just Felicity Shagwell (spelad av Heather Graham).

## Karriär

### Tiden i Sverige
Felicity Shagwell gjorde sin första start i karriären den 27 augusti 2017 på Charlottenlund Travbane i Danmark, och kom på femte plats. Som tvååring segrade hon i 3 av totalt 5 starter och sprang in nästan en halv miljon kronor, något som gjorde att hon tillhörde kulltoppen.
Som treåring gjorde hon sin första start den 12 april 2018 på Örebrotravet, i ett uttagningslopp till Breeders' Crown. På grund av en skada så missade hon finalloppet av Svenskt Trav-Oaks.
Som fyraåring gjorde hon sin första start den 25 april 2019 på Åbytravet, i ett uttagningslopp till Drottning Silvias Pokal. Hon kom då på andra plats och kvalificerade sig till finalloppet den 11 maj 2019. I finalloppet gick hon med barfotabalans runtom för allra första gången. Loppet kördes i väldigt högt tempo, och hon slutade oplacerad i loppet.

### Flytt till USA
Den 23 oktober 2019 meddelades det via ägarna Knutsson Trotting AB, att Felicity Shagwell kommer att flyttas till Åke Svanstedts träning i USA. En av anledningarna till flytten är de begränsade möjligheterna i Sverige för äldre ston. Knutsson Trotting AB tror även att sprinterdistansen i USA är till hennes fördel.

## Statistik

### Löpningsrekord
| Datum        | Bana        | Lopp                            | Tid    | Distans | Startmetod           | Kusk          |
| ------------ | ----------- | ------------------------------- | ------ | ------- | -------------------- | ------------- |
| 19 juni 2020 | Meadowlands | Miss Versatility                | 1.08,9 | 1609 m  | amerikansk autostart | Åke Svanstedt |
| 24 juni 2019 | Halmstad    | Stosprintern, uttagningslopp    | 1.11,5 | 1609 m  | autostart            | André Eklundh |
| 31 juli 2019 | Mantorp     | Breeders' Crown, uttagningslopp | 1.12,7 | 2140 m  | autostart            | André Eklundh |
| 2 juni 2019  | Axevalla    | Stochampionatet, uttagningslopp | 1.17,6 | 2640 m  | autostart            | André Eklundh |

### Större segrar
| År   | Lopp                              | Kusk          | Vinstbelopp | Grupp |
| ---- | --------------------------------- | ------------- | ----------- | ----- |
| 2017 | Silverstoet                       | André Eklundh | 100 000 SEK | -     |
| 2018 | Svenskt Trav-Oaks, uttagningslopp | André Eklundh | 150 000 SEK | -     |
| 2020 | Breeders Crown Open Mare Trot     | Åke Svanstedt | 300 000 USD | -     |

### Starter
| Ingen skoinformation | Ingen skoinformation |

| Ingen skoinformation | Ingen skoinformation |

| Skor fram | Skor bak |

| Skor fram | Skor bak |

| Skor fram | Skor bak |

| Skor fram | Skor bak |

| Skor fram | Skor bak |

| Ingen skoinformation | Ingen skoinformation |

| Skor fram | Skor bak |

| Skor fram | Skor bak |

| Skor fram | Skor bak |

| Skor fram | Skor bak |

| Ingen skoinformation | Ingen skoinformation |

| Skor fram | Skor bak |

| Inga skor fram, ändrat sedan förra start | Inga skor bak, ändrat sedan förra start |

| Skor fram, ändrat sedan förra start | Skor bak, ändrat sedan förra start |

| Inga skor fram, ändrat sedan förra start | Inga skor bak, ändrat sedan förra start |

| Inga skor fram | Inga skor bak |

| Skor fram, ändrat sedan förra start | Skor bak, ändrat sedan förra start |

| Inga skor fram, ändrat sedan förra start | Inga skor bak, ändrat sedan förra start |

| Inga skor fram | Inga skor bak |

| Skor fram, ändrat sedan förra start | Skor bak, ändrat sedan förra start |

| Skor fram | Skor bak |

| Inga skor fram, ändrat sedan förra start | Inga skor bak, ändrat sedan förra start |

| Inga skor fram | Inga skor bak |

| Ingen skoinformation | Ingen skoinformation |

| Ingen skoinformation | Ingen skoinformation |

| Ingen skoinformation | Ingen skoinformation |

| Ingen skoinformation | Ingen skoinformation |

| Ingen skoinformation | Ingen skoinformation |

| Ingen skoinformation | Ingen skoinformation |

| Ingen skoinformation | Ingen skoinformation |

| Ingen skoinformation | Ingen skoinformation |

| Ingen skoinformation | Ingen skoinformation |

| Ingen skoinformation | Ingen skoinformation |